# شبه‌جزیره میانکاله
شبه‌جزیرهٔ میانکاله شبه‌جزیره‌ای در منتهی‌الیه جنوب‌شرقی دریای مازندران، در دوازده کیلومتری شمال شهر بهشهر واقع می‌باشد. مساحت آن بیش از شصت و هشت هزار هکتار و ارتفاعِ آن بینِ ۱۵ تا ۲۸ متر کمتر از سطحِ دریای آزاد است. میانکاله از سال ۱۳۴۸ به عنوان «منطقهٔ حفاظت‌شده» تعیین شد و هم‌اکنون با عناوین پناهگاه حیات وحش، تالاب بین‌المللی و ذخیره‌گاه طبیعی زیست‌کره تحت حفاظت محیط‌زیست قرار دارد.
یکی از دلایل اهمیت میانکاله این است که در تمام سواحل جنوبی دریای مازندران هیچ منطقه‌ای جز آن وجود ندارد که محیط طبیعی آن در وضعیتی نسبتاً دست‌نخورده باقی‌مانده باشد. تمامی سواحل دیگر به‌طور گسترده با ساخت‌وسازهای انسانی همچون جاده، شهر و روستا و کارخانه‌ها دگرگون شده‌اند. به همین دلیل سلامتی این منطقه اهمیت بسیاری در حفظ سلامتی کل دریای مازندران دارد. سلامتی نسبی میانکاله موجب شده تا تالاب‌ها و سواحل این منطقه افزون‌بر پرندگان مهاجر، محل تخم‌گذاری و زیستگاه اصلی بسیاری از ماهیان دریای مازندران نیز باشد، به ویژه کپور و کفال و ماهیان خاویاری. نزدیک به نیمی از خاویار ایران از آب‌های این منطقه صید می‌شود.

## وجه تسمیه
نام میان‌کاله دگرگون‌شدهٔ نامِ میان‌قلعه است. در قدیم به این شبه‌جزیره انجیله و در مقطعی دیگر نیم مردان گفته می‌شد.

## موقعیت جغرافیایی

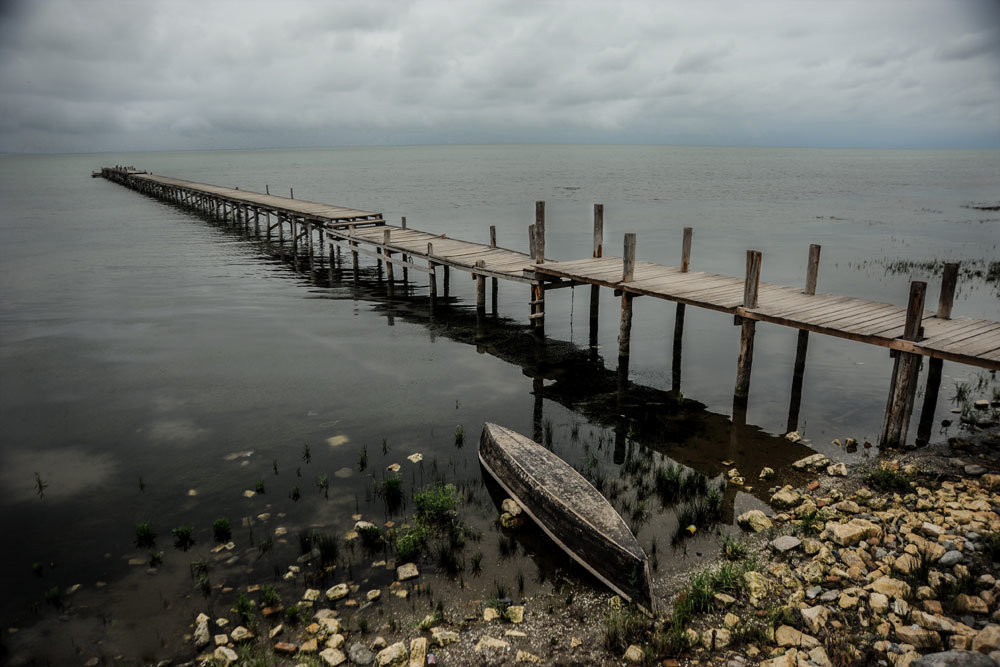
نمایی از شبه‌جزیره

میانکاله شبه‌جزیرهٔ باریکی‌ست که از شمال با دریای مازندران، از جنوب با تالاب میانکاله و از غرب با مرداب لپوی بهشهر همسایه است. در شرق آن آشوراده قرار دارد که با تنگهٔ باریکی به طول کمتر از یک کیلومتر همسایهٔ بندر ترکمن است. مسیر اصلی ورود به میانکاله جاده‌ای‌ست که از بهشهر به سمت روستای امیرآباد رفته و با عبور از کنار بندر منطقهٔ تجاری امیرآباد به میانکاله می‌رسد.
مساحت میانکاله در حال حاضر حدود ۶۸ هزار هکتار است اما در طول تاریخ با توجه به پیشروی‌ها و پسروی‌های آب دریای مازندران گاهی کمتر و گاهی بیشتر از این بوده و گاه بخش‌هایی از آن نیز به جزیره یا جزایری تبدیل شده‌اند. میانگین ارتفاع میانکاله ۳۰ متر پائین‌تر از سطح دریاهای آزاد، و میانگین بارندگی سالیانه آن ۷۱۷ میلی‌متر است و در اقلیم گرمِ مرطوب تا معتدل قرار گرفته‌است.

## تاریخ
در دوران قاجار میانکاله و آشوراده مقر راهزنان و دزدان دریایی ترکمن شده بود که از زمین و دریا به کشتی‌ها و قایق‌ها و روستاهای اطراف حمله‌ور می‌شدند. پس از آن‌که در سال ۱۲۵۴ ه‍.ق قیات خان از رهبران ترکمن‌های جعفربای به استرآباد هجوم آورده و به غارت و گروگان‌گیری اقدام کرده و سربازان دولت را به دریای مازندران انداخت. محمدشاه قاجار که برای سرکوبی آن‌ها به کشتی جنگی نیاز داشت، دست به دامن روس‌ها شد. روس‌ها هم به آشوراده آمده و بدون درگیری جدی با دزدان و راهزنان به توافق رسیده و با توافق ایران به ساخت پادگان نظامی، بیمارستان و خانه پرداختند و پنج کشتی جنگی را در ساحل مستقر کرده و سپس به بهانه حفظ امنیت کشتی‌های تجاری خود و این که وضعیت مالکیت آشوراده در هیچ‌یک از معاهدات دو کشور مشخص نشده، در آن ماندگار شدند. در آن دوران آشوراده اهمیت تجاری زیادی داشت، به‌طوری‌که ترکمن‌ها ۳۰۰ فروند کشتی تجاری در آن داشتند. کشمکش سیاسی و نظامی ایران و روسیه بر سر این جزیره، که در دوران امیرکبیر به اوج خود رسیده بود و گاه به درگیری ترکمن‌های حامی ایران و حامی روسیه هم منجر می‌شد، در نهایت با انقلاب کمونیستی روسیه به پایان رسید و دولت شوروی در قرارداد ۱۹۲۱ متعهد شد تا به اشغال آشوراده پایان دهد

## منطقهٔ حفاظت‌شدهٔ میانکاله
سابقهٔ حفاظت میانکاله به سال ۱۳۴۸ ه‍.ش می‌رسد که به عنوان «منطقهٔ حفاظت‌شده» تعیین شد. در سال ۱۳۵۴ میانکاله، تالاب میانکاله و تالاب‌های اطراف آن به عنوان یکی از نخستین تالاب‌های بین‌المللی در کنوانسیون رامسر به ثبت رسید و در همان سال درجهٔ حفاظتی آن به «پناهگاه حیات وحش» ارتقاء داده شد و یک سال بعد نیز یونسکو آن را به عنوان «ذخیره‌گاه طبیعی زیست‌کره» اعلام کرد.
ارزش زیست‌محیطی این منطقه بیشتر به دلیل حضور حدود ۲۰۰ گونه پرنده است. اغلب آن‌ها از پرندگان مهاجر هستند که برای زمستان‌گذرانی به میانکاله می‌آیند. البته به علت وجود پوشش‌های درختچه‌ای و امنیت کافی، محل زیست دائمی قرقاول و دراج نیز می‌باشد.
از آنجایی که احداث خدمات در این منطقه می‌تواند به محیط‌زیست این زیستگاه آسیب وارد کند، مکان‌های انتخاب‌شده برای خدمات گردشگری باید طبق مطالعاتی باشد که بتواند با کاهش هزینه‌های احداث (مانند نزدیکی به راه‌های دسترسی و خدمات آب و برق) و نیز با کاهش آسیب‌پذیری محیط زیست (در محل گونه‌هایی با کمترین خطر آسیب‌پذیری بر اساس لیست قرمز) منطبق شود. توسعهٔ تسهیلات اکوتوریستی در نقاطی باید صورت گیرد که مطابق با دید کارشناسی بوده و از لحاظ هزینه – فایدهٔ اقتصادی و مطابق ملاحظات زیست‌محیطی باشد.

### تالاب میانکاله
تالاب میانکاله بخشی از این شبه‌جزیره است و در غرب آشوراده قرار دارد. این تالاب نخستین تالاب بین‌المللی ثبت‌شده در فهرست تالاب‌های کنوانسیون رامسر است. در این تالاب که ۱۰۰ هزار هکتار مساحت دارد ۴۰ گونه پرنده زندگی می‌کنند.

## حیات وحش
میانکاله در گذشته از طبیعتی بسیار باشکوه‌تر و غنی‌تر از امروز برخوردار بود و افزون‌بر پرندگان پرشمار یکی از بهترین زیستگاه‌های پستانداران بزرگ ایران از جمله ببر مازندران نیز به‌شمار می‌رفت. ظل‌السلطان پسر ارشد ناصرالدین‌شاه تنها در یکی از قشون‌کشی‌های خود به میانکاله برای سرکوب دزدان و راهزنان که در این منطقه و جزایر آشوراده پناه گرفته بودند از شکار ۳۵ ببر، ۱۸ پلنگ، ۱۵۰ مرال (گوزن بزرگ)، هزار قرقاول، ۶۲ گاو و گاومیش وحشی و تعداد زیادی شوکا (گوزن کوچک) خبر می‌دهد؛ جالب این‌که او در این آمار حیواناتی که پس از اصابت تیر زخمی شده و گریخته‌اند را به حساب نیاورده است.
اما امروزه مدت‌هاست که نسل تمامی این جانداران به جز قرقاول منقرض شده و یکی از دلایل آن نیز همین کشتار عجیب ظل‌السلطان و سپاهیانش بوده‌است. البته دلیل اصلی از بین رفتن پستانداران بزرگ در میانکاله را باید قطع ارتباط این منطقه با سواحل مازندران بر اثر ساخت شهرها و جاده‌ها دانست. چرا که این شبه‌جزیرهٔ کوچک نمی‌تواند جمعیت پایداری از پستانداران بزرگی چون گوزن و پلنگ را در خود جای دهد. امروزه از بین پستانداران تنها شغال، روباه معمولی، جوجه تیغی، گربه جنگلی، گراز، گربهٔ وحشی، خرگوش صحرایی، تشی، خفاش، جوندگان کوچک، فک کاسپین و نیز اسب‌های وحشی، در این منطقه باقی‌مانده که نسل برخی از همین جانوران هم در تهدید است.
از پرندگان مهاجر که شهرت میانکاله بیشتر از جهت آن‌هاست؛ فلامینگوی بال قرمز، انواع مرغابی، غاز وحشی، قوی فریادکش، مرغ سقای پاخاکستری، فلامینگو، عروس‌غاز، غاز پازرد، طاووسک، چنگر و مرگونس سفید، گیلانشاه، چوب‌پا، قار، حواصیل، باکلان، پرلا، خوتکا، زنبورخوار، کاکایی، پرستوی دریایی، فالاروپ، سنقر تالابی، بحری، عقاب دریایی دم‌سفید و طاووسک می‌شود. از مهم‌ترین پرندگان بومی میانکاله هم قرقاول خزری، دراج، پیغوی کوچک و چرخ‌ریسک دم‌دراز را می‌توان نام برد. در مجموع ۲۰۷ گونهٔ گیاهی از ۴۶ تیره در میانکاله شناسایی شده که ۱۷ گونهٔ آن از درختان و درختچه‌ها هستند. گیاهان میانکاله با توجه به شرایط خاک منطقه بیشتر از گیاهان آب‌زی، شن دوست و شورپسند به‌شمار می‌روند. جنگل بزرگی از انار وحشی و بوته‌های تمشک در منطقه دیده می‌شود که غذا و محل لانه‌سازی پرندگان منطقه را فراهم می‌کند. سازیل، ازگیل، داغداغان، سیاه‌تلو، سپیدار، علف شور، جگن و علف هفت‌بند از دیگر گیاهان این منطقه است.
- ماهیان: (کپور، کفال، کلمه، ماهی سفید، سوف، ماش و کاراس)[۱۷]

## مرگپرندگان مهاجر(سال‌های ۱۳۹۸ و ۱۳۹۹)
در ابتدای زمستان سال ۱۳۹۸ تعداد زیادی از پرندگان مهاجر، به دلایل نامعلومی در این تالاب بین‌المللی مردند. خبرهای ضد و نقیضی دربارهٔ تعداد و علت مرگ آن‌ها عنوان شده که هنوز هیچ‌کدام آن‌ها با قطعیت تأیید نگردیده‌است. منابع مختلف تعداد تلفات پرندگان را میان ۸۰٬۰۰۰ تا ۹۰٬۰۰۰ قطعه گزارش داده‌اند. 

## پروژه پتروشیمی میانکاله
پروژه پتروشیمی میانکاله پروژه احداث پتروشیمی در نزدیکی این شبه‌جزیره است، اما به دلیل مشکلات محیط زیست این برنامه لغو شد.